# 布里戈
布里戈（德語：Briggow）是德国梅克伦堡-前波美拉尼亚州的市镇，隶属于梅克伦堡湖区县。总面积为14.20平方千米，截至2023年12月31日总人口为306人。